# Rytis Leliūga
Rytis Leliūga (Mažeikiai, 4 gennaio 1987) è un ex calciatore lituano, di ruolo centrocampista.

## Carriera

### Club
Leliūga ha cominciato la carriera con la maglia degli inglesi dell'Exeter City. È passato poi ai norvegesi del Bryne, club militante nella 1. divisjon. Ha esordito in squadra il 13 agosto 2006, quando ha sostituito Jarle Steinsland nella sconfitta per 4-1 sul campo dell'Hønefoss.
È passato poi ai danesi dell'Herfølge ed in seguito allo HB Køge. Dal 2011, ha militato nel Šiauliai. Nel 2012 è tornato in Norvegia, per militare nelle file del Gjøvik. Sempre nel corso dello stesso anno, è stato ingaggiato dai lettoni del Metalurgs Liepāja. Nel 2013, è stato messo sotto contratto dallo Žalgiris Vilnius.
Nel 2015 è passato agli estoni del Kalev Sillamäe. Nell'estate dello stesso anno è tornato ancora in Norvegia, per giocare nell'HamKam. Il 30 luglio 2016 ha rescisso il contratto per tornare in patria.

## Palmarès

### Club

#### Competizioni nazionali
- Lietuvos Taurė: 1

Žalgiris Vilnius: 2012-2013
- Campionato lituano: 1

Žalgiris Vilnius: 2013